# マレーシア・フィルハーモニー管弦楽団
マレーシア・フィルハーモニー管弦楽団（英語: Malaysian Philharmonic Orchestra）は、マレーシアの首都クアラ・ルンプールを拠点として活動する交響楽団である。英語名の頭文字を取ってMPOと略されることもある。

## 沿革
マレーシアの巨大国営石油企業ペトロナスの後援により、1997年にケース・バケルスを初代首席指揮者に擁立して結成し、25カ国から105人の団員が集められた。1998年8月17日に旗揚げ公演を行った。その後マレーシア国外での公演も行った。贅沢な資金を投じての世界規模のオーデションで、一気にアジア有数のオーケストラを作り上げたことで当時大きな話題となった。クアラ・ルンプール中心部のKLCC（Kuala Lumpur City Centreの頭文字を取ったもの）に建つペトロナスツインタワー内にあるペトロナス・フィルハーモニック・ホールを本拠とする。

## レパートリー
ホールとの契約の都合上、ヨハン・セバスティアン・バッハのカンタータや、ガブリエル・フォーレの『レクイエム』といった宗教関係の曲を演奏することができない。

## 音楽監督等
- ケース・バケルス（1997年 - 2005年）[2]
- マティアス・バーメルト（2005年 - 2008年）[4]
- クラウス・ペーター・フロール（2008年 - 2014年）[4]
- ファビオ・メケッティ（2014年 - 2020年）[4]
- 準メルクル（2021年 - 2022年）[4]
- 広上淳一（2025年 - ）[5][6][7]